# Coelogyne stenochila
Coelogyne stenochila é uma espécie de orquídea epífita, família Orchidaceae, originária da Península da Malásia.